# Туйхоа (аеропорт)
Аеропорт Донгтак (в'єт. Sân bay Đông Tác), (IATA: TBB, ICAO: VVTH) — в'єтнамський комерційний аеропорт, розташований на південь від міста Туйхоа (провінція Фуєн). Адміністративно аеропорт знаходиться у повіті Туйхоа, за 6 км від міста Туйхоа.

## Історія
У період В'єтнамської війни аеропорт був відомий, як Авіабаза Туйхоа. Вона була побудована в 1966 році і була одним з небагатьох військових аеродромів, побудованих південномв'єтнамскими ВПС і використовувалася підрозділами Військово-повітряних сил США.
Нині аеропорт приймає турбогвинтові літаки ATR. У планах розвитку до 2015 року — стати аеропортом для середньомагістральних Боїнгів або A320.

## Авіакомпанії й пункти призначення
| Авіакомпанія                 | Місто прибуття (аеропорт) |
| ---------------------------- | ------------------------- |
| Vietnam Air Services Company | Хошимін                   |
| Vietnam Airlines             | Ханой                     |